# Gwen Humble
Gwen Humble (n. 4 de diciembre de 1953) es una actriz estadounidense, cuyos créditos incluyen Barnaby Jones, CHiPs, The Greatest American Hero, Three's Company, Remington Steele, Absolutely Fabulous, Lovejoy y JAG.
Lleva desde el 30 de agosto de 1980 casada con Ian McShane.